# Faso Airways
Faso Airways is een luchtvaartmaatschappij uit Burkina Faso met haar thuisbasis in Ouagadougou.

## Geschiedenis
Faso Airways is opgericht in 2000.In de loop der jaren werd regelmatig tijdelijk de vluchtuitvoering gestaakt.

## Vloot
De vloot van Faso Airways bestaat uit:(april 2007)
- 1 Ilyushin IL-76TD